# Ernst Kutzer (componist)
Ernst Ludwig Kutzer (München, 9 maart 1918 – Regensburg, 14 oktober 2008) was een Duitse componist, muziekpedagoog en dirigent.

## Levensloop
Toen hij één jaar was, verhuisden zijn ouders naar Thanhausen bij Bärnau. Hij studeerde pedagogiek aan het lerarenseminarium in Amberg, maar hij had ook liefde voor muziek. Hij studeerde – met onderbrekingen door de militaire dienst gedurende de Tweede Wereldoorlog – in 1941-1942 compositie bij Joseph Haas, orkestdirectie bij Heinrich Knappe en Carl Ehrenberg, piano bij Walter von Hoesslin en musicologie bij Karl Blessinger aan de Hochschule für Musik und Theater in München. Na de oorlog studeerde hij verder privé compositie bij Hermann Wolfgang von Waltershausen (1882-1954). In 1948 vervolgde hij zijn studies bij Ludwig Berberich (koorleiding), Joseph Haas (compositie), Hermann Sagerer (orgel) en Werner Dommes (piano) en behaalde zijn diploma in 1949 in het hoofdvak Rooms-Katholieke Kerkmuziek.
Hij was van 1945 tot 1980 werkzaam als leraar in Hohenthan, Mitterteich, Stein bij Tirschenreuth en als rektor aan de basisschool van Bad Abbach. Van 1949 tot 1954 was hij dirigent van de kamermuziekkring Waldsassen. Vanaf 1966 woonde hij in Pentling. Na zijn pensionering was hij van 1980 tot 1983 docent voor harmonie aan de kerkmuziekschool, nu: Hogeschool voor rooms-katholieke kerkmuziek en muziekpedagogiek, in Regensburg. 
Als componist was hij zeer productief. Hij schreef kerkmuziek, werken voor orkest, harmonieorkest, muziektheater, vocale muziek en kamermuziek. In 1958 werd hij met de compositieprijs van de "Hiberna" in Herne bekroond. In 1962 ontving hij de "Nordgauprijs" van de stad Amberg voor zijn compositie Hymne an die Heimat, triptiek voor bariton, gemengd koor en orkest, op een tekst van Heinz Schauwecker. In 1967 ontving hij de "Eduard-Valentin-Beckerprijs" van de stad Bad Brückenau, in 1971 de compositieprijs van de bond van de rooms-katholieke jeugdorganisatie in het Bisdom Regensburg en in 1973 de cultuurprijs van Oost-Beieren. In 1993 werd hij onderscheiden met de Orde van Verdienste van de Bondsrepubliek Duitsland. In 2003 ontving hij de eremedaille van de stad Bärnau en in 2008 de Johann-Andreas-Schmellermedaille in goud.

## Composities

### Werken voor orkest
- 1947 Tripelfuge, voor strijkorkest
- 1960 Zu Regensburg auf der Kirchturmspitz, variaties over een oud spotlied voor strijkorkest (of strijkkwartet), op. 39
- 1970 rev.1985 Konzertante Musik, voor fagot en strijkorkest, op. 68a
- 1974 Tre mutazioni, voor strijkorkest, op. 91
- 1976 Morgenglanz der Ewigkeit, concertino voor trompet en strijkorkest (spreker ad libitum), op. 96
- 1983 Sinfonietta, voor strijkorkest, op. 111
- Pastorale uit de kerstcantate "Nacht des Heiles", voor viool (of dwarsfluit) en strijkorkest, op. 11 nr. 5

### Werken voor harmonieorkest
- 1971 Sankt-Emmeran-Ruf – Intrade, voor 16 blazers en pauken, op. 71 nr. 1
- 1986 Ein Lied für Europa
- 1986 Tarantella, voor harmonieorkest
- 1995 Rhapsodische Suite, voor harmonieorkest, op. 118a

### Werken voor bigband
- Swing-Arrangements für Big Band – zijn aan het einde van de jaren 1930 verloren gegaan

### Missen en andere kerkmuziek
- 1947 Mis in G-majeur, voor gemengd koor en orgel
- 1947 Sankt-Bartholomaeus-Messe, voor solisten, gemengd koor en orgel
- 1947 Zwei Pange lingua, voor gemengd koor en orgel
- 1948 Mis in f-mineur, voor solisten, gemengd koor en orkest
- 1949 Zwei Motetten, voor zesstemmig gemengd koor, op. 4
- 1951 Mis "Benedictus es Domine", voor gemengd koor a capella, op. 3 nr. 1
- 1951 Mis in C-majeur, voor gemengd koor a capella, op. 3 nr. 2
- 1953 Vesperae resurrectionis, voor vijfstemmig gemengd koor a capella, op. 15
- 1956 Vier Trauungslieder, voor zangstem en orgel, op. 25
- 1956 Zwei Grablieder, voor driestemmig vrouwenkoor (of 2 vrouwenstemmen en 1 mannenstem), op. 27 – tekst: Adolf Scheer – ook in een versie voor mannenkoor (op. 27 nr. 2)
- 1957 Deutsche Singmesse nach alten Kirchenliedern, voor samenzang (of unisono koor / jeugdkoor), gemengd koor en orgel, op. 31
- 1957 Zu dir, o Gott, erheben wir, Duitse zangmis voor 3 gemengde zangstemmen en orgel, op. 32
- 1957 Sechs Herz-Jesu-Lieder, voor gemengd koor a capella, op. 33a – tekst: Adolf Scheer
- 1958 Singt dem König Freudenpsalmen, GL 817 (Bisdom Augsburg) voor gemengd koor, samenzang en orgel
- 1958 Offertorium "Recordare, Virgo Mater", voor drie gelijke stemmen en orgel
- 1961 Drei Passionsmotetten, voor gemengd koor a capella, op. 41
- 1961 Zehn geistliche Kanons, op. 44 nr. 2 – tekst: Adolf Scheer
- 1961 Missa "Deus genitor alme", koraalmis voor cantor (jeugdkoor), tweestemmig gemengd koor en orgel, op. 45
- 1961 Fünf Hymnen für Fronleichnam und sakramentale Feiern, voor gemengd koor en koperkwartet (of orgel) ad libitum, op. 48
- 1961 Lobe den Herren, voor samenzang, gemengd koor en orgel (of blaasinstrumenten)
- 1963 O du hochheilig Kreuze, voor samenzang, gemengd koor en orgel
- 1965 Sankt Laurentius-Messe, voor samenzang, gemengd koor en orgel, op. 52
- 1966 Wechselgesänge zur hl. Messe nach alten Kirchenliedern, voor gemengd koor, klein gemengd koor (of samenzang) en orgel, op. 54
- 1967 Deutsches Requiem, naar liturgische teksten voor samenzang, gemengd koor en orgel, op. 57
- 1967 Sankt-Jakobs-Messe, voor samenzang, gemengd koor, orgel en koperblazers, op. 64
- 1973 Orgelmis, op. 77
- 1978 Iam Christe sol justitiae, drie dialogen voor viool en orgel, op. 103
- 1981 Waldsassener Mis (Wir haben Dein Wort), voor drie zangstemmen en instrumentaal ensemble – tekst: Helmut Zöpfl
- 1982 Jubelt dem Herrn, alle Lande, een psalmtriptiek voor hoge zangstem, orgel en strijkkwartet, op. 102
- 1983 Zwischen Furcht und Hoffnung, vijf geestelijke gezangen voor middenstem en orgel, op. 110 – tekst: Ernst R. Hauschka
- 1994 Mensch sein in Christus, gezangen voor cantor, samenzang, dwarsfluit, 2 klarinetten, slagwerkgroep en orgel – tekst: Sebastian Werner, Bernhard Suttner
- Fünf geistliche Lieder, voor middenstem en orgel, op. 22
- Psalmentriptychon, op. 102

### Muziektheater

#### Opera
| Voltooid in | titel                                                         | aktes                   | première                      | libretto                    |
| ----------- | ------------------------------------------------------------- | ----------------------- | ----------------------------- | --------------------------- |
| 1987        | D' Woidrumpl – Eine G’schicht aus dem unteren Baiern, op. 117 | voorspel en 5 taferelen | 1993, Regensburg, Neuhaussaal | Christine Fuchs-Gumppenberg |

#### Musical
- 1989 Papa Bernd oder die Angsthasen, op. 118 – libretto: Hermann Kuprian

#### Toneelmuziek
- 1972 Die Autodiagnose, scenische cantate voor solisten, driestemmig kinderkoor, piano en slagwerk, op. 79 – tekst: Hanns Haller

### Vocale muziek

#### Cantates
- 1950 Bei Dir, Herr, ist des Lebens Quelle, cantate voor alt, vrouwenkoor, piano en strijkorkest (of strijkkwartet), op. 17 – tekst: Bijbel
- 1952 Nacht des Heiles, kerstcantate voor sopraan, alt, gemengd koor en strijkorkest (of orgel), op. 11 – tekst: Maria Zwick-Keller
- 1953 Maienkantate, cantate naar volksliederen voor sopraan, tenor, gemengd koor en orkest (of piano), op. 16
- 1953 Jägerkantate, voor tenor, bas, mannenkoor en kamerorkest (of piano), op. 19
- 1954 Eisenwerk, cantate voor bariton, mannenkoor en groot koperensemble en pauken, op. 20 – tekst: Anton Schreiegg
- 1954 A, a, a, das Kindlein lieget da, kleine liedcantate voor driestemmig kinder- of vrouwenkoor, zangstem en drie blokfluiten
- 1954 Maria ging übers Gebirg, kleine Liedcantate voor driestemmig kinder- of vrouwenkoor, zangstem en drie blokfluiten
- 1954 Nun singt dem Herrn ..., kleine feestcantate voor gemengd koor, samenzang en orgel
- 1955 Sagt an, wer ist doch diese ...?, kleine Mariencantate voor driestemmig vrouwenkoor, samenzang en orgel (of harmonium)
- 1955 Fröhliches Handwerk, cantate naar volksliederen voor zangstem, jeugd- of vrouwenkoor, dwarsfluit (of altblokfluit), 2 violen en cello (of piano), op. 23
- 1955 Das Leben Mariae, cantate voor sopraan (of tenor), alt, gemengd koor en orgel, op. 24
- 1956 Phyllis, o mein Licht, lied-cantate voor gemengd koor, dwarsfluit en strijkorkest, op. 26
- 1956 Marienlob, vijf liedcantates naar teksten vanuit de 17e eeuw voor sopraan (of tenor), gemengd koor en orgel, op. 29 
  1. Es flog ein Täublein weiße – voor het feest Maria Boodschap en in het advent voor gemengd koor
  2. Maria, Königin – voor driestemmig vrouwenkoor
  3. Der guldne Rosenkranz – voor gemengd koor
  4. Maria, wir verehren dich – voor het feest Heilige Naam van Maria voor vrouwenkoor en gemengd koor
  5. Laßt uns erfreuen herzlich sehr – een Marialied voor Pasen voor vier- tot zesstemmig gemengd koor
- 1959 Die Frohbotschaft der Heiligen Nacht, het kerstevangelie in het kader van een cantate voor sopraan, alt, gemengd koor, samenzang (jeugd- of kinderkoor) en klein orkest (of orgel), op. 36
- 1960 Ein Kindelein so löbelich, kerstcantate naar oude teksten voor spreker, een- tot tweestemmig kinderkoor en instrumenten
- 1963 Der Winter ist vergangen, kleine cantate voor kinder- of vrouwenkoor met instrumenten
- 1966 Erde singe, kleine liedcantate voor samenzang, gemengd koor en orgel
- 1966 Mein Zuflucht alleine, kleine liedcantate voor driestemmig vrouwenkoor, samenzang en orgel (of harmonium)
- 1966 O du hochheilig Kreuze, kleine liedcantate voor samenzang, gemengd koor en orgel
- 1972 Glückwunschkantate, cantate voor kinderstemmen en instrumenten, op. 75
- 1976 Ländlicher Tag, cantate voor sopraan, jeugdkoor en klein orkest (of piano), op. 95

#### Werken voor koor
- 1951 Fünf dreistimmige Gesänge für gleiche Stimmen, op. 9 – teksten: Eduard Mörike, Heinrich Annacker, Rudolf Baumbach, Johann Wolfgang von Goethe, Theodor Körner
- 1951 Lob der Freundschaft, voor mannenkoor a capella – tekst: Simon Dach
- 1953 Vier gemischte Chöre, op. 14 – teksten: Stefan George, Georg Heym, Georg Trakl, Klabund
- 1954 Zwanzig Kinderlieder, voor kinderkoor en piano, op. 18
- 1954 Bauernwerk, drie liederen voor mannenkoor en vier blaasinstrumenten (of piano), op. 21
- 1957 Das Hammergebet, voor mannenkoor – tekst: Willy Bartock
- 1958 Morgengesang, voor mannenkoor – tekst: J. W. L. Gleim
- 1959 Das Lieben bringt groß Freud, suite voor samenzang (of jeugdkoor), zangstem, gemengd koor en instrumenten, op. 37
- 1960 Vier Männerchöre nach Wilhelm Busch, op. 38
- 1960 Ich bin das ganze Jahr vergnügt, volksliedrondo voor mannenkoor, klarinet, piano en contrabas, op. 42
- 1961 Zur goldenen Hochzeit, voor gemengd koor, op. 44 nr. 1a – tekst: Adolf Scheer
- 1961 Drei alte Weihnachtslieder, voor mannen- en jeugdkoor, op. 46
- 1961 Drei Chorlieder, voor gemengd koor a capella, op. 47 – tekst: Heinz Schauwecker
- 1965 Der Tageskreis, vier liederen voor gemengd koor, op. 53 – teksten: Rudolf Binding, Conrad Ferdinand Meyer, Theodor Fontane, Otto Julius Bierbaum
- 1967 Europäische Liedersuite, voor een- tot tweestemmig vrouwen- of jeugdkoor, piano en slagwerk, op. 55
- 1968 Im Märchenreich, zangcyclus voor tweestemmig kinderkoor en piano, op. 61 – tekst: Adolf Scheer
- 1968 Heimat und du, voor gemengd koor – tekst: Heinz Schauwecker
- 1970 Sinnendes Amen, voor achtstemmig gemengd koor (dubbelkoor), op. 67 – tekst: Erich L. Biberger
- 1973 Drei Männerchöre, voor mannenkoor, op. 86 – tekst: Florian Seidl
- 1974 Wirtshausspruch aus dem Bayerischen Wald, voor gemengd koor en koperkwartet (of piano)
- 1974 Lob der Musik, voor mannenkoor, op. 88 – tekst: Maarten Luther
- 1974 Frohes Wandern, drie liederen voor mannenkoor, op. 89 – tekst: Heinz Schauwecker
- 1974 Frohes Wandern, drie liederen voor gemengd koor, op. 89a – tekst: Heinz Schauwecker
- 1975 Bilder eines Jahres, zangcyclus voor gemengd koor en blaaskwintet (of piano), op. 92 – tekst: Ernst R. Hauschka
- 1976 Als wir jüngst in Regensburg waren, voor gemengd koor en koperkwartet (of piano)
- 1977 Drei besinnliche Gesänge, voor gemengd koor a capella, op. 98 – tekst: Gertrud von den Brincken
- 1977 Höre mein Meister, lied uit Mazurië voor mannenkoor
- 1977 Welch ein Wunder, lied uit Litouwen voor mannenkoor
- 1977 Und als die Schneider Jahrstag hatt'n (Zu Regensburg auf der Kirchturmspitz), spotlied vanuit de 18e eeuw voor mannenkoor
- 1981 Jahr und Tag, tien Beierse liederen voor gemengd koor – tekst: Helmut Zöpfl
- 1983 Jahreskreis, vijf liederen voor gemengd koor, op. 113 – tekst: Gustl Motyka
- 1986 Jahreszeiten-Lieder, kleine suite voor mannenkoor, op. 116 – tekst: Theodor Fontane
- 1986 Ein Lied für Europa, voor gemengd koor – tekst: Anton Schreiegg
- 1993 Fünf Männerchorlieder, op. 129
- 1993 Alte Advent- und Weihnachtslieder, voor gemengd koor
- 1993 Nur der Wind, voor mannenkoor – tekst: Karl Schauber
- 1993 Spätabends, voor mannenkoor – tekst: Karl Schauber
- Im Jahreslauf, 14 Kinderliederen voor kinderkoor en piano, op. 34

#### Liederen
- 1948 Drei Lieder nach Christian Morgenstern, voor middenstem en strijktrio, op. 12
- 1950 Fünf Lieder, voor zangstem en piano, op. 2 – tekst: Maria Zwick-Keller
- 1957 Zwischen Traum und Tag, vijf liederen voor hoge zangstem en piano, op. 30 – tekst: Anton Schreiegg
- 1959 Altdeutsche Minnelieder, zangcyclus voor middenstem en piano, op. 35
- 1960 Vier Lieder zur Weihnachtszeit, voor middenstem en piano, op. 43 – tekst: Heinz Schauwecker
- 1962 Hymne an die Heimat, triptiek voor bariton, gemengd koor en orkest, op. 50 – tekst: Heinz Schauwecker
- 1962 Wohl dem, der Hochzeit macht, een liederenspel vanuit Franken voor mezzosopraan, tenor, bas, gemengd koor en klein orkest, op. 51
- 1967 Die Wiege, vijf liederen voor middenstem en piano, op. 56 – tekst: Hanns Haller
  1. Weisse Fahnen
  2. Die Wiege
  3. Der Dieb
  4. Verlaufen
  5. Hausgärtlein
- 1968 Frühlingsgeschenk, zes liederen voor middenstem en piano, op. 58 – tekst: Erich Ludwig Biberger
- 1968 Vier Lieder nach Gedichten von Florian Seidl, voor middenstem en piano, op. 60
- 1968 Drei Lieder nach Gedichten von Pieps Dengler, voor hoge zangstem en piano, op. 62
- 1969 Sechs Lieder nach Gedichten von Ernst Flessa, voor middenstem en piano, op. 63
- 1969 Lieder von Busch und Baum, voor hoge zangstem, dwarsfluit en piano, op. 65 – tekst: Heinz Schauwecker
- 1971 Lieder eines alten Arztes, voor hoge zangstem en piano, op. 70 – tekst: Robert Paschke
- 1971 Vier Lieder nach Texten von Otto Molz, voor hoge zangstem en piano, op. 72
- 1971 Fünf Lieder nach Texten von Ernst R. Hauschka, voor middenstem en gitaar, op. 73
  1. Zwiegespräch
  2. Verleumdung
  3. Todesahnen
  4. Ehe ein Lidschlag
  5. Was gewesen
- 1972 Düstere Fahrt, vijf liederen voor lage zangstem en gitaar – op. 74 – tekst: Erich Ludwig Biberger
- 1972 Des Jahres Saitenspiel, zes liederen voor middenstem en gitaar, op. 76 – tekst: Liesl Breitfelder
- 1973 Menschen gibt's ... heitere Diagnosen, voor drie zangstemmen en piano, op. 82 – tekst: Otto Molz
- 1973 Vier Lieder nach Gedichten von Pauline Lenz, voor middenstem en piano, op. 83
- 1973 Fünf Lieder nach Gedichten von Colette Hocheneder, voor middenstem en piano, op. 84
- 1975 Fünf Lieder nach Gedichten von Peter Coryllis, voor lage zangstem en gitaar, op. 93
- 1977 Bayrisch durchs Jahr, zangcyclus voor spreker, tenor, bas, mannenkoor en orkest, op. 99 – tekst: Helmut Zöpfl
  1. Intrade (orkest)
  2. Und as Jahr is so jung (mannenkoor)
  3. Gfrei di daß blüaht (bas, mannenkoor)
  4. Lang war der Tag (mannenkoor)
  5. Um de Zeit lieg i gern im Gras (tenor)
  6. No hängt der Baum (mannenkoor)
  7. Lang war der Sommer (bas, mannenkoor)
  8. Der Sommer is umma (tenor, bas, mannenkoor)
  9. Über de Stoppeln (mannenkoor)
  10. Bleib bei mir (tenor)
  11. De Luft schmeckt nach verwelkter Sonna (tenor, bas, mannenkoor)
  12. De Flockn falln (bas)
  13. ’sJahr is müad (mannenkoor)
  14. Spürst, wia se alls mit Lebn wieder fuit (tenor, bas, mannenkoor)
- 1977 Drei Lieder nach Texten von Otto Molz, voor middenstem en gitaar
- 1979 Europäische Liederszenen, liederencyclus voor tenor, bas, mannenkoor en orkest, op. 105 – tekst: Hans Baumann
  1. Landleben
  2. Liebesfreud
  3. Unterwegs
- 1981 Vier Lieder nach Gedichten von Ursula Student, voor middenstem en gitaar, op. 109
  1. Erinnerung am Meer
  2. Frühling
  3. Menschen sind wie Blätter
  4. Windspiele
- 1990 Eichendorff-Lieder, voor zangstem en gitaar, op. 121 – tekst: Joseph von Eichendorff
- 1991 Böhmische Reise, zangcyclus voor middenstem en strijkkwartet, op. 123 – tekst: Ernst R. Hauschka
- 1992 Nachtfinger, vijf liederen voor middenstem en cello, op. 124
- 1992 Sonnenprofile, vierliederen voor middenstem en cello, op. 125
- 1992 Traumnetze, vier liederen voor middenstem en harp, op. 127 – tekst: Erich Ludwig Biberger
- 1992 Lieder der Sehnsucht, voor middenstem en piano, op. 128 – tekst: Franz Xaver Staudigl
- 1994 Lenau-Lieder, voor middenstem en piano, op. 132 – tekst: Nikolaus Lenau
- 1994 Harfen und Magnolien, zeven liederen voor middenstem en harp, op. 133
- 1997 Sommerlieder, voor hoge zangstem en piano, op. 139 – tekst: Gottfried Kölwel
- 1997 Lob des Weines, zeven liederen voor lage mannenstem en piano, op. 140 – tekst: Georg Britting – ook in een versie met orkestbegeleiding op. 140a
  1. Vorm Wirtshaus, an der Eisenstang ("Das ist mein alter Kinderpfad")
  2. Allein beim Wein ("Wie im Glas der gelbe Wein")
  3. Vor dem Gewitter ("Der Nußbaum glänzt mit allen tausend Blättern")
  4. Der Forellenfischer ("Der Donner hat geknallt")
  5. Das Windlicht ("Im Garten / Zur schwarzen Mitternacht")
  6. Ernüchterung ("Dein Herz ist klug genug, es zu wissen")
  7. Herbstgefühl ("Tiefblaue Trauben hängt der Herbst vors Haus")

### Kamermuziek
- 1947 Sonate nr. 1, voor viool en piano, op. 7
- 1947 rev.1991 Rondo, voor klarinet en piano
- 1951 rev.1988 Fünf kleine Stücke, voor klarinet, hoorn en fagot, op. 5a
- 1952 rev.1990 Drei kleine Stücke, voor twee celli, op. 5b
- 1952 rev.1985 Vier kleine stukken, voor viool, altviool en contrabas, op. 10a
- 1952 rev.1985 Zes kleine stukken, voor viool en altviool, op. 10b
- 1956 rev.1992 Fünf Bagatellen, voor vier klarinetten, op. 28a
- 1969 Sonate, voor dwarsfluit en piano, op. 66
- 1970 Sonate, voor fagot en piano, op. 68
- 1970 Trio, voor dwarsfluit, fagot en piano, op. 69
- 1971 Sankt-Wolfgang-Ruf – Intrada, voor drie trompetten en twee trombones, op. 71 nr. 2
- 1972 Suite, voor dwarsfluit solo, op. 78
- 1973 Fünf Capricen, voor hobo en fagot, op. 81
- 1973 Sonate, voor hobo en piano, op. 85
- 1974 Divertimento, voor hobo, hoorn en fagot, op. 87
- 1974 Partita "Nun jauchzt dem Herrn alle Welt", voor 2 trompetten en 2 trombones, op. 90
- 1976 Sonate nr. 2, voor viool en piano, op. 97
- 1977 Blaaskwintet nr. 1, op. 100
- 1977 Trio, voor viool, cello (of fagot) en piano, op. 101
- 1978 Neun Aphorismen, voor dwarsfluit, viool, altviool en contrabas, op. 107
- 1980 Trio, voor viool, altviool en cello, op. 106
- 1980 Intrada in Es-majeur, voor koperkwartet
- 1980 Stiftländer Marsch, voor koperblazers
- 1981 Sonate, voor altviool en piano, op. 108
- 1986 Weinschenk-Suite, voor dwarsfluit, klarinet in A, viool, altviool en cello, op. 115
- 1990 Kleine Jagdmusik, voor koperkwintet, op. 119
- 1990 Nocturnes, voor altsaxofoon en piano
- 1992 Festmusik, voor trompet in c (of viool) en orgel, op. 126
- 1994 Quartettino, voor hobo, klarinet, hoorn en fagot, op. 131
- 1995 Duo, voor gitaar en harp, op. 134
- 1996 Elf Humoresken, voor vier fagotten (of saxofoonkwartet), op. 135
- 1997 Blaaskwintet nr. 2, op. 136
- 1997 Liedvariationen über "Im Wald, im grünen Wald", voor dwarsfluit en gitaar, op. 138
- 2001 Strijkkwartet, op. 142

### Werken voor orgel
- 1947 Passacaglia und Fuge g-mineur
- 1948 Passacaglia und Fuge a-mineur
- 1948 Suite, op. 6
  1. Improvisation
  2. Toccata
  3. Intermezzo
  4. Fuge
- 1961 Sieben Choralvorspiele zu den hohen Kirchenfesten, op. 49
- 1985 Sonate über B-A-C-H, op. 114
- 1990 Partita über den Choral "Wer unterm Schutz des Höchsten steht", op. 122

### Werken voor piano
- 1942 Zweistimmige Invention G-majeur
- 1947 Variationen über ein Thema von Wolfgang Amadeus Mozart
- 1947 Variationen über ein eigenes Thema
- 1947 Sonate in a-mineur
- 1947 Drie pianostukken, op. 1
- 1951 Twaalf kleine stukken, op. 5
- 1952 Reeks van kleine pianostukken, op. 10
- 1956 Tien bagatellen, op. 28
- 1978 Vier Burlesken, op. 104
- 1986 Weinschenk-Suite, op. 115
- 1997 24 Miniaturen, op. 137

### Werken voor accordeon
- 1994 Sonatine in c-mineur

### Werken voor gitaar
- 1982 Drei Interludien
- 1982 Elegie